# Велика суперечка
Вели́ка супере́чка (англ. Great Debate) — дискусія в історії астрономії, що відбулася 26 квітня 1920 року між Гарлоу Шеплі і Гебером Кертісом та мала на меті визначити параметри нашої Галактики й природу «спіральних туманностей», нині відомих як спіральні галактики.
Між поглядами Шеплі і Кертіса було багато розбіжностей, і їхні картини Всесвіту радикально відрізнялися. У моделі Шеплі наша Галактика мала великий розмір, Сонце було віддалене від її центру, а спіральні туманності знаходилися всередині неї і були лише газовими хмарами. У моделі Кертіса Сонце знаходилося в центрі відносно невеликої Галактики, а спіральні туманності були зоряними системами, подібними до нашої Галактики.
Обидва учасники Великої суперечки частково мали рацію: Шеплі був ближчий до істини в питаннях розмірів Галактики й положення в ній Сонячної системи, а Кертіс — у питаннях природи спіральних туманностей, які справді виявилися віддаленими зоряними системами, подібними до нашої Галактики.
Хоча Велика суперечка не дала остаточних відповідей, вона поставила правильні питання і всебічно порівняла найважливіші аргументи, що робить її визначною подією в історії астрономії.

## Передісторія та обставини

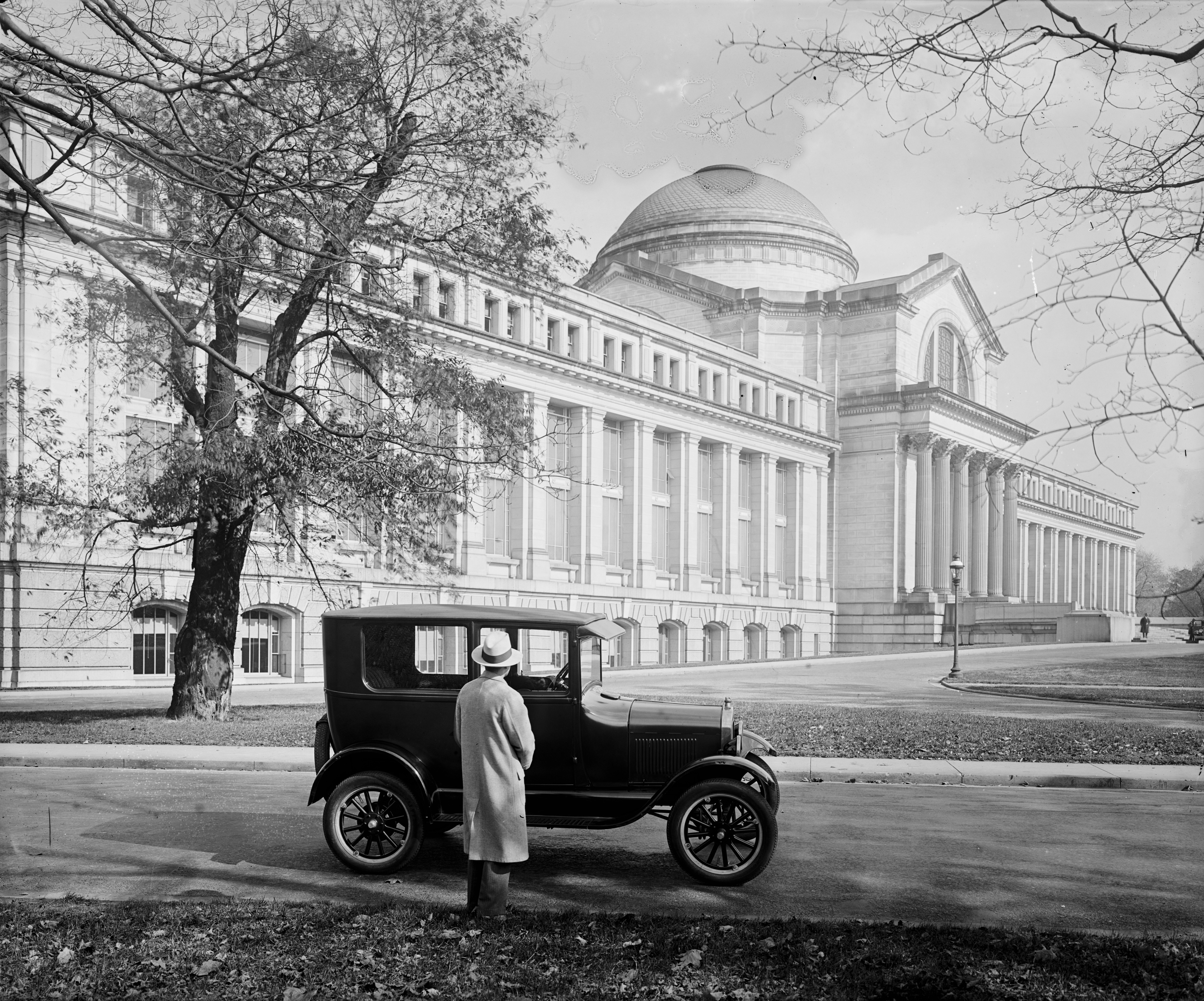
Національний музей природознавства, місце проведення Великої суперечки. Фотографія 1926 року.

На початку XX століття було загальноприйняте неправильне уявлення, що Сонце розташоване в центрі Чумацького Шляху або поблизу нього. Різні астрономи починаючи з Вільяма Гершеля користувалися методом зоряних підрахунків і систематично отримували цей результат унаслідок міжзоряного поглинання світла, яке створювало ілюзію найбільшої концентрації зір поблизу Сонця. Наприклад, за результатами Карла Шварцшильда 1910 року, розмір Галактики становив 10 кпк. У 1917 році Гарлоу Шеплі, вимірюючи відстані до кулястих зоряних скупчень і досліджуючи їхній розподіл на небі, оцінив розмір Галактики у 100 кпк, а відстань від Сонця до її центру — у 13 кпк. Хоча обидва ці значення виявилися завищеними, Шеплі вперше показав, що Сонце знаходиться далеко від центру нашої Галактики, але ця ідея не відразу стала загальноприйнятою. Згодом Шеплі уточнював свою оцінку.
Крім того, тоді ще не було відомо, чи є «спіральні туманності» (нині відомі як спіральні галактики) об'єктами нашої Галактики або ж віддаленими зоряними системами. Гіпотеза про те, що деякі туманності є віддаленими зоряними системами, з'явилася ще у XVIII столітті, і загальна думка астрономів з цього питання неодноразово змінювалася, бо даних про відстані до туманностей практично не було.
У 1919 році Джордж Еллері Гейл вирішив організувати дискусію, присвячену розмірам Усесвіту. Вона відбулася 26 квітня 1920 року в Національній академії наук США у Вашингтоні. Доповідачами на ній були астрономи Гарлоу Шеплі з обсерваторії Маунт-Вілсон і Гебер Кертіс з Лікської обсерваторії. Кожен з них прочитав лекцію, в якій викладав свою точку зору на розміри Всесвіту й параметри нашої Галактики. Дискусія проходила під назвою «Розміри Всесвіту» (англ. The Scale of the Universe), але згодом за нею закріпилася назва «Велика суперечка» (Great Debate).

## Обговорювані питання та аргументи сторін
Шеплі й Кертіс розходились у багатьох окремих питаннях про розміри нашої Галактики й положення в ній Сонячної системи, а також у тому, чи належать «спіральні туманності» нашій Галактиці або є окремими об'єктами. Унаслідок цього картини Всесвіту в моделях Шеплі та Кертіса помітно відрізнялися. У моделі Шеплі наша Галактика мала досить великий розмір — не менш ніж 60 кпк, а Сонце було віддалене від її центру на 20 кпк. Спіральні туманності розташовувалися всередині нашої Галактики й були лише газовими хмарами, до того Шеплі не виключав, що поза межею видимості сучасних інструментів можуть існувати також інші галактики. У моделі Кертіса Сонце було розташоване в центрі відносно невеликої Галактики завбільшки 10 кпк, а спіральні туманності були зоряними системами, подібними до нашої Галактики.

### Розміри Галактики

#### Цефеїди як індикатори відстані
Для вимірювання відстані до кулястих зоряних скупчень Шеплі використовував залежність період — світність для цефеїд, знайдену за спостереженнями зір цього типу в Магелланових хмарах. Нуль-пункт цієї залежності Шеплі визначив за цефеїдами в диску Чумацького Шляху, відстань до яких виміряв за допомогою річних паралаксів. Він також справедливо зазначив, що «кластерні цефеїди», нині відомі як змінні типу RR Ліри, не слід використовувати для калібрування нуль-пункту. Натомість Кертіс уважав, що наявність залежності між періодом і світністю для цефеїд нашої Галактики щонайменше не доведено, оскільки зібрано надто мало даних.
Шеплі мав рацію в тому, що цефеїди є добрими індикаторами відстані в цілому, і згодом залежність період — світність для них справді була доведена. Однак нуль-пункт був обраний неправильно, з помилкою близько порядку величини, що призвело до втричі завищеної оцінки розмірів Галактики. Кертіс мав рацію, вказуючи на недостатню кількість даних.

#### Зорі в кулястих скупченнях
Шеплі вважав, що зорі спектральних класів F, G і K, які він спостерігав у кулястих зоряних скупченнях, за спектрами схожі на зорі-гіганти в околицях Сонця, а абсолютна величина найяскравіших зір у скупченнях в середньому становить від −1,5 до −2m. Ці зоряні величини узгоджувалися з відстанню до скупчень близько 10—30 кпк. Шеплі наводив кілька аргументів: такі зорі можна порівняти з зорями спектрального класу B за блиском, і, отже, за світністю — абсолютна зоряна величина останніх була відома і близька до 0m. Також спектри зір класів F-K у скупченнях були близькі до спектрів саме зір-гігантів. Шеплі також указував, що в інших зоряних системах світність яскравих зір приблизно така сама, як у його оцінці для кулястих скупчень. Крім того, Шеплі спирався на уявлення того часу про еволюцію зір, згідно з якими зорі-гіганти спочатку стискаються й нагріваються, стають зорями-карликами й починають охолоджуватися, тому параметри зір-гігантів виявлялися визначеними. Шеплі стверджував, що тільки великі відстані до кулястих скупчень узгоджувалися з цією теорією.
Кертіс стверджував, що зорі цих спектральних класів мали світність, порівнянну зі світністю зір-карликів поблизу Сонця. У такому разі відстані до скупчень становили б 1—2 кпк. Кертіс аргументував це тим, що на околицях Сонця абсолютна зоряна величина зір класів F-K становила в середньому +4m, і зазначав, що частка зір-гігантів серед усіх зір дуже мала. Крім того, Кертіс указував на неузгодженість в аргументах Шеплі: в околицях Сонця яскраві блакитні зорі були яскравіші, ніж яскраві червоні, а в скупченнях, за версією Шеплі, ситуація була зворотна.
Загалом тут Шеплі мав рацію: з рівнем спостережної техніки того часу зорі-карлики в скупченнях побачити було неможливо. Однак зауваження Кертіса про світності блакитних і червоних зір було правильне й знайшло пояснення лише після того, як Вальтер Бааде виявив існування двох типів зоряного населення. Крім того, уявлення про еволюцію зір, на які спирався Шеплі, нині відкинуті.

#### Вимірювання відстаней за спектрами зір
Шеплі вважав, що світності зір можна оцінювати за їхніми спектрами і, отже, вимірювати відстані до них. Кертіс стверджував, що цим методом можна користуватися тільки для зір на відстанях менш ніж 100 пк, де проводилося калібрування цього методу. У цьому питанні Шеплі загалом мав рацію..

#### Метод зоряних підрахунків
Кертіс стверджував, що результати застосування методу зоряних підрахунків прямо вказують на невеликі розміри нашої Галактики. Він уважав, що міжзоряне поглинання ніяк не спотворює цих результатів, оскільки, на його думку, пил у Галактиці розташований за межами зоряного диска. Шеплі ніяк не висловлювався з цього питання, оскільки його метод вимірювання відстаней був пов'язаний з кулястими скупченнями, але він уважав, що міжзоряного поглинання взагалі не існує або воно дуже мале. Насправді міжзоряне поглинання є в диску теж, що підтвердив Роберт Трюмплер у 1930 році.

### Відстань до спіральних туманностей

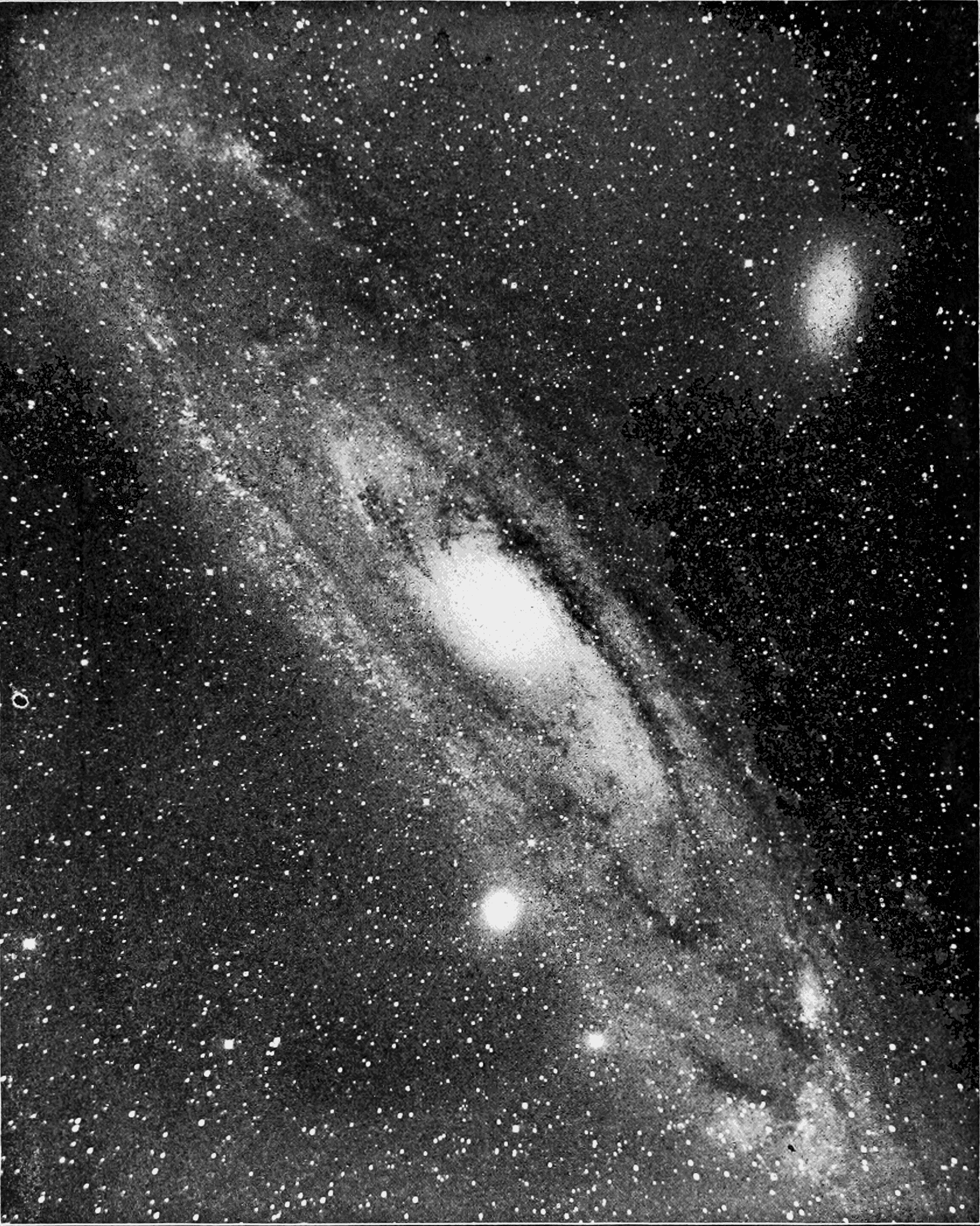
«Туманність Андромеди», фотографія 1902 року. Учасники Великої суперечки сперечалиць, чи це газово-пилова хмара в нашій галактиці, чи окрема галактика.

#### Нові зорі
На підставі спостережень нових зір у Чумацькому Шляху і в спіральних туманностях Шеплі стверджував, що останні не можуть перебувати за межами нашої Галактики, оскільки тоді спостережувана світність нових зір у них була б занадто висока. Кертіс припускав, що нові зорі можуть ділитися на два типи з різною яскравістю: він зазначав, що деякі «нові зорі» були значно яскравіші від інших, наприклад нова Тихо Браге порівняно з іншими новими в нашій Галактиці або S Андромеди порівняно з іншими новими в туманності Андромеди, отже, знаходження спіральних туманностей поза нашою Галактикою ставало б можливим. Кертіс мав рацію: клас об'єктів, який він позначив як яскравіші нові зорі, зараз відомий як наднові.
Шеплі також пропонував неправильний механізм спалахів нових: він уважав, що спалахи нових зір трапляються, коли зоря входить у туманність і виявляється оточена її речовиною. Шеплі показав, що така модель пояснює кілька спалахів нових зір на рік у Галактиці, проте Кертіс спростував цю теорію, показавши, що в моделі Шеплі в галактиці Андромеди за рахунок такого механізму нові зорі могли спалахувати раз на 500 років, тоді як протягом 20 років виявлено кілька таких спалахів.

#### Розподіл спіральних туманностей на небі
Обом учасникам дискусії було відомо, що спіральні туманності не спостерігаються поблизу площини Галактики. У моделі Шеплі, яка передбачала, що спіральні туманності знаходяться в нашій Галактиці, це не було проблемою: відсутність їх у площині Галактики викликала не більше питань, ніж, наприклад, концентрація в цій площині OB-зір. Модель Кертіса передбачала, що спіральні туманності — зовнішні об'єкти, тому уникнення ними площини Галактики потребувало пояснення. Сам Кертіс уважав, що це може бути викликане наявністю навколо диска Чумацького Шляху пилу, що поглинає світло. Це пояснення виявилося слушним, хоча насправді пил не оточує диск Галактики, а розташований у ньому.

#### Великі променеві швидкості спіральних туманностей
До моменту Великої суперечки було відомо, що спіральні туманності мають дуже великі променеві швидкості, що значно перевищують променеві швидкості зір. Шеплі в рамках своєї моделі пояснював їх тиском випромінювання від Чумацького Шляху, але згодом показано, що тиску випромінювання недостатньо для того, щоб розігнати туманності до таких швидкостей. Кертіс у своїй моделі не пропонував конкретного механізму, лише припускав, що великі променеві швидкості — невід'ємна властивість туманностей. Згодом показано, що променеві швидкості галактик обумовлені розширенням Всесвіту.

#### Параметри спіральних туманностей
Шеплі зазначав, що розподіл поверхневої яскравості і показників кольору в спіральних туманностях відрізняється від аналогічного розподілу в Чумацькому Шляху, а поверхнева яскравість у центрі туманностей значно вища, ніж у будь-якій точці Чумацького Шляху. Це спостереження було правильне, але Шеплі без огляду на міжзоряне поглинання помилково інтерпретував його як свідчення того, що спіральні туманності не можуть бути схожі на Чумацький Шлях. Кертіс не висловлювався з приводу цього, але в той самий час указував, що спектри і показники кольору спіральних туманностей схожі на показники кольору зоряних скупчень. З цього він робив правильний висновок про те, що спіральні туманності можуть бути збільшеними версіями зоряних скупчень. Також Кертіс слушно зазначав, що «спіральні туманності» ніяк не вписуються в теорію еволюції зір і не можуть бути ані початковим етапом, ані кінцевим результатом.

#### Спостережуване обертання спіральних туманностей
Шеплі посилався на результати Адріана ван Маанена, який стверджував, що спостерігав обертання спіральних туманностей. За тих величин власного руху ділянок туманностей, про які заявляв ван Маанен, велика відстань до них відповідала б лінійним швидкостям, що перевищують швидкість світла, тому Шеплі робив висновок, що туманності розташовані всередині Галактики. Кертіс не довіряв цим даним, кажучи, що неможливо точно виміряти власний рух дифузних об'єктів завбільшки менш ніж 0,1 секунди дуги на рік за менш ніж 25-річний період спостережень. Справді, виявлене обертання галактик виявилося помилковим, і Шеплі згодом зізнавався, що повірив ван Маанену через їхню дружбу.

### Положення Сонця в Галактиці
Шеплі стверджував, що центр Галактики збігається з центром її системи кулястих зоряних скупчень. З цього випливало, що Сонячна система розташована на значній відстані від центру Галактики. При цьому Шеплі вважав, що Сонце розташоване в центрі невеликої «хмари» зір у Галактиці, що створює ілюзію перебування Сонця в центрі Галактики. Кертіс уважав, що Сонце розташоване в центрі Галактики, і припускав, що саме через таке положення в Чумацькому Шляху не вдається побачити спіральні рукави, існування яких Кертіс не виключав, хоч і не міг підтвердити. У цьому питанні Шеплі мав рацію, хоча він не враховував впливу міжзоряного поглинання.

## Підсумки та наслідки
Виявилося, що і Шеплі, і Кертіс частково мали рацію, але безпосередньо після закінчення диспуту кожен уважав, що переможцем у дискусії був саме він. У питаннях розмірів Галактики й положення в ній Сонячної системи ближчим до істини виявився Шеплі, а в питаннях, пов'язаних зі спіральними туманностями, мав рацію Кертіс. Наступні, точніші вимірювання нашої Галактики показали, що її діаметр дорівнює 30 кпк, а Сонце знаходиться на відстані 8 кпк від її центру. Спіральні туманності виявилися віддаленими зоряними системами, подібними до нашої Галактики — зараз вони відомі як спіральні галактики.
Незабаром після Великої суперечки астрономи переважно погодилися, що Сонце розташоване не в центрі Галактики. Питання природи спіральних туманностей розв'язано 1925 року, коли Едвін Габбл зробив доповідь про результати спостережень цефеїд у спіральних туманностях. Наприклад, відстань до M 33 за оцінкою Габбла становила 285 кпк, що значно перевищувало розміри Галактики навіть за завищеною оцінкою Шеплі. З урахуванням кутових розмірів туманностей стало ясно, що лінійні розміри цих об'єктів можна порівняти з розмірами нашої Галактики.